# Polymicrogyrie
Polymicrogyrie is een aangeboren hersenafwijking. De naam bestaat uit een combinatie van de Oudgriekse woorden πολύς, polus (=veel), μικρός, mikros (=klein) en γῦρος, guros (=kring, hier: winding). Het is een zeldzame afwijking. 
De gevolgen van deze hersenafwijking zijn heel verschillend. Het ligt er onder andere aan op welke plek zich de afwijking zich bevindt. De prognose voor mensen met deze aandoening is onzeker. Sommige kinderen/mensen hebben bijna geen afwijkingen en er zijn kinderen/mensen die ernstig gehandicapt zijn.
Vaak komt er ook epilepsie en spasticiteit als probleem naar voren.
Sietske H., een vrouw die na het vermoorden van haar vier baby's in 2012 tot 4 jaar gevangenisstraf en dwangverpleging werd veroordeeld, lijdt aan Polymicrogyrie.